# 윌리엄 니더
윌리엄 헨리 "빌리" 니더(영어: William Henry "Billy" Nieder, 1933년 8월 10일 ~ 2022년 10월 7일)는 미국의 육상 선수로 주로 포환던지기에 참가했다. 
그는 뉴욕주 헴스테드에서 태어났으며, 캔자스주 로렌스에서 자랐다.
그는 1956년 하계 올림픽에 출전했고 18.18m의 거리로 패리 오브라이언에게 져서 은메달을 땄다. 4년후, 니더는 나중에 1960년 하계 올림픽에서 19.68m의 거리로 원반을 던져서 금메달을 획득했다.
캔자스 대학을 졸업한 니더는 16 파운드 슛으로 16 피트 마크를 뛰어넘은 최초의 대학 운동 선수였다.
니더는 3차례에 걸쳐 포환던지기 세계 기록을 세웠다. 그는 1960년 올림픽 이후 선수생활을 마감했고, 권투를 시도했다. 그는 자신의 첫번째 한판 승부에서 탈락했고 이익을 위해 장갑을 벗었다.
니더는 1968년 멕시코시티 올림픽 주최로 최초의 합성 트랙 표면을 판매했다.
2006년에 니더는 국립 육상 명예의 전당에 헌액되었다.

## 참조
1. ↑  “USATF 프로파일”. 2016년 8월 12일에 원본 문서에서 보존된 문서. 2016년 7월 12일에 확인함.